# I Am Bread
I Am Bread é um jogo eletrônico de ação-aventura e simulação desenvolvido e publicado pela Bossa Studios e lançado em 9 de abril de 2015. Atualmente o jogo encontra-se disponível para Microsoft Windows, OS X, iOS, PlayStation 4, Xbox One e Android.

## Jogabilidade
I Am Bread coloca o jogador no controle de uma fatia de pão cujo objetivo de cada nível é transformá-lo em uma torrada. Caso o pão, antes de se tornar torrada, tocar em determinados objetos e superfícies (por exemplo, o chão), o pão ficará sujo e o medidor de "edibilidade" diminuirá. Os objetos e substâncias capazes de reduzir a edibilidade do pão podem ser, respectivamente, água e o chão. Para controlar o pão, o jogador deve utilizar as teclas de seta ou uma alavanca analógica.

## Recepção
I Am Bread foi recebido com críticas mistas, com a versão para PC recebendo uma pontuação de 60/100 no Metacritic, baseada em 24 avaliações. No mesmo agregador de notas, a versão para PlayStation 4 foi pontuada com 51/100 e a de iOS foi avaliada com 58/100. A maioria das críticas ao jogo foram em relação as pobres mecânicas de controle e aos ângulos de câmera.

Escrevendo para a PC Gamer, Jordan Erica Webber deu ao jogo uma pontuação de 58/100 e comentou o fato de que "o jogo fica melhor quando é jogado na frente de uma audiência, porém há mais disponível do que o que alguém pode ver à primeira vista". Já Luke Plunkett, do Kotaku, disse que o jogo poderia realmente ter "alguma profundidade além de apenas risos da caminhada do pão".